# لاوخهامر
لاوخهمر (بالألمانية: Lauchhammer) هي مدينة و بلدة ألمانية تقع في ألمانيا في براندنبورغ.  يقدر عدد سكانها بـ 18,396 نسمة .

## المدن التوأمة
مدينة ترجو جيو هي مدينة توأمة لـلاوخهمر.

## أعلام
- هانز يواكيم براوسك
- ستيفان هارتيل
- اليكسندر بيتروف
- سبستيان سكوبان